# هوزکال (نرم‌افزار)
هوزکال (انگلیسی: Whoscall) یک برنامه تماس تلفنی و شماره تلفن همراه مدیریت شده توسط گوگولوک است.

## ویژگی‌ها
- شناسایی تماس تلفنی که به کاربران کمک می‌کند تماس گیرندگان ورودی را که در لیست مخاطبین نیستند شناسایی کنند. همچنین به کاربران اجازه می‌دهد زمان مشخصی را برای تماس‌های مهم کسب و کار آماده کنند یا تماس‌های ناشناس را نادیده بگیرند.